# 奏 〜かなで〜
『奏』（かなで）は、瀬上あきらによる日本の漫画作品。スピリチュアル・ファンタジー・ラブコメ漫画。『マガジンSPECIAL』（講談社）において2008年5月号から2011年12月号まで連載された。全45話。単行本全9巻。

## あらすじ
自分に憑いている守護霊・飛簾丸を視ることが可能な少年・石動天空。夢に何度も出てくる美少女そっくりの女の子・斎 奏に一目惚れした彼であったが、奏には物凄く過保護な忍者の守護霊・迅雷が憑いていて、なかなか近づくことが出来ない。こうして、何とかして奏と結ばれたいと思う天空は飛簾丸と共に奮闘する、大変な日々が始まったのであった。

## 登場人物

### メイン・キャラクター
石動 天空（いするぎ てんくう）
主人公。私立 鳴神（なるかみ）高校1年生の少年。カラーイラストを見る限り、茶髪である。1年B組で図書委員。
幼い頃から、和服を着た美しい女の子が出てくるという夢を頻繁に見ていて、その女の子に現実で出会ったら絶対好きになると語っていた。自称・守護霊の飛簾丸に付きまとわれていて、言い合いをすることもあるが、真っ先に話す相手であり、「相棒」と評するなど仲は良い。体は頑丈で、真砂に思い切り殴られたり猪に突き飛ばされても、大きなケガを負った様子は見られない。ジェットコースターなどの絶叫系の乗り物が苦手。
斎奏に一目惚れし、彼女の守護霊・迅雷というぶ厚い壁を認識しつつも、奏のことを諦めはしないと奮闘している。恋愛に関しては不器用ではあるが、非常に真っ直ぐな性格。奏を守るために、猪にまで奮然と立ち向かうといったかなり熱い一面も持っている。奏との仲はなかなか進展しないが、現在のところ“友達”とは認めてもらっている。
名前は当初は寺の跡取り息子という設定であったことから有名な僧である天海と空海から取られているが、最終的に中流階級の一般庶民という設定になっている。
斎 奏（いつき かなで）
ヒロイン。天空と同じく高校に入学したばかりの女の子で、天空と同じクラスで図書委員。薄紫色のロングヘアーをしていて、髪には鈴を結び付けている。やや天然で、トロい雰囲気。
天空が夢で何度も見ていた女の子と瓜二つ。自称・守護霊の迅雷に警備されていて、そのため近寄りがたい壁がある。彼女にも守護霊が憑いているためか通常は天空以外の人間には視えないはずの飛簾丸が見える。
家は非常に大きい屋敷で、祖父と二人暮らし。祖父が弓道の範士であるため、柔らかい雰囲気とは裏腹に、弓道を嗜んでいて、かなりの腕前。弓道以外の運動は苦手だと語っている。弓道に関しては真面目で厳しく、本人は自覚していないが意外と鬼コーチである。料理は上手いが、基本的にあまり器用ではないらしく、金魚すくいなどもあまり上手くない。
天空に対する想いは当初は曖昧で、彼女自身は天空に対して恋愛対象としての好意を持っているとは思っていなかったが、真砂に問い詰められたことでようやく自覚する。彼に対して「やっと逢えた」と思える代えられない大切な友達であると語っており、迅雷に彼と関わらないでくれと頼まれても、自らの意志を貫く強さを持っている。真砂に対しては、彼女が天空と仲良くしていると表情が曇ったりはするが、嫌っているわけではなく、友人として仲良くしている。
安曇真砂（あずみ まさご）
サブヒロイン。鳴神高校1年A組で図書委員。
奏とは対極的に気が強く活発な女の子で、ショートカットヘアーでカラーイラストでは緑色の髪をしている。家は神社であり、巫女で御札を所持していることも多く
、飛簾丸のことは視えないが触れることは可能。料理などは苦手で、ややアバウトな性格だが、射的や金魚すくいは非常に上手い。本人の自覚はないが、神力を持っているため、守護霊である飛簾丸や迅雷からは苦手がられていて、近づかれない。そのため飛簾丸からは「魔除け」と評されている。神社の御神水を飲むと更に霊力が上がる。
天空と共にいるうちに彼に惹かれるようになり、好意を抱き、その気持ちを自覚する。奏に対しては、天空が彼女の名前を口にすると複雑な想いを抱くこともあるようだが、決して嫌ってはおらず、彼女とも友人として仲良くしている。天空が奏に避けられて落ち込んでいた際には、恋敵にも関わらず奏を天空と2人きりにして仲直りさせようとしたことまである。後に奏も天空に好意を抱いていることを知り、互いに恋のライバルとなるが、それでもやはり仲は良好。天空には既に3度も告白しているのだがタイミングが合わないことと、天空があまりに鈍感なために成功していない。
天空の夢の中で彼女と酷似した女性が出てきている。

### 守護霊
飛簾丸（ひれんまる）
天空の自称・守護霊。
天空が子供の頃からいつも彼にくっついていて、彼と奏以外には姿が見えない。守護霊と言っている割には尊大な性格だが、基本的に天空の力になろうといつも考えている。しかし、恋愛に関しての知識のほとんどがハウツー本から得た偏ったものばかりで、あまり役に立っていない。
侍のような服装をしていて、通常は天空の10分の1ほどの小さい体をしているが、一時的に成人の大きさに姿を変えることができて、その際は日本刀や靈技（れいぎ）を使うことができるが長くて3分も持続しない。小さい姿でいるのは、霊力を消費しないようにするためとのこと。天空に憑依することができて、物質には普通に触れることができる。また、天空や奏以外の人間は本来 彼に触れることができない。体が小さいためか、度々天空にはたき落とされるなど、ややぞんざいな扱いを受けることが多い。
天空の夢の中で彼と瓜二つの男性の人間が出てきている。また、自分が人間として生きていた時の記憶を失っている。
作者が最も書きやすいキャラクターであると語っている。
迅雷（じんらい）
奏の自称・守護霊。
漆黒の忍びの姿をしていて、成人と同様の体つき。常に奏の側に付き従っていて、彼女に手出しする者には容赦しない。非常に責任感が強く、自分だけ責任を背負って落ち込むこともある。奏以外の者に対しては尖がった雰囲気だが、奏の前では表情はやや柔らかくなり、彼女の言うことには素直に従う。
忍者刀やくないを所持していて、忍法を使うことも可能。覆面で口を覆っていることもある。同じ守護霊でも、飛簾丸よりも遥かに強い霊力を持っていて、ズバ抜けて強い。成人の姿を保てるのはそのためらしい。人間を含め物質に直接触れることはできないが、なぜか天空にだけは触れることができる。
実は密かに奏に好意を抱いていて、側にいながら触れることすらできない口惜しさを感じている。天空に対しては彼が奏に近づこうとするのを認めず、なぜか他のどの男よりも自分を苛立たせると語っていたが、天空が例の夢の話をした際に眼の色を変え、何かに気づいたらしく、それ以降 より天空を奏に近づけまいとするようになるが、奏の意志に折れ結局 天空を奏の友達と認めることとなった。
作者が最も書きにくいキャラクターであると語っている。

### 戦国時代の人物
斎 由良（いつき ゆら）
信州の小国を治めていた鳴神城主・斎 信景の長女であった姫君。奏の先祖で奏同様の金色の鈴を髪に結び付けており、容姿はほとんど瓜二つ。隣国の上野の兵に城を攻め入られ、戦で逸時が死亡したと思い、後を追って死亡したとされる。
何故か石動家の遠縁である寺の祠に彼女の木像が祀られており、それを目撃した天空の前に霊の姿で現れ、彼に銀色の鈴を渡す。
奏同様に弓術に長けており、意気消沈していた兵を一喝して士気を高めるという強さと兵からも慕われるカリスマ性を持つ。
水守 逸時（みずもり はやとき）
天空に酷似した容姿をしている下級武士。
棗（なつめ）
真砂に酷似した巫女の女性。逸時や飛簾丸と親しかった。ちなみに、同名のキャラクターが『KAGETORA』に登場している。

## 書誌情報
- 瀬上あきら 『奏 〜かなで〜』講談社〈講談社コミックス〉、全9巻
  1. 2008年10月17日初版発行、ISBN 978-4-06-384059-9
  2. 2009年2月17日初版発行、ISBN 978-4-06-384105-3
  3. 2009年7月17日初版発行、ISBN 978-4-06-384165-7
  4. 2010年1月15日初版発行、ISBN 978-4-06-384237-1
  5. 2010年5月17日初版発行、ISBN 978-4-06-384303-3
  6. 2010年10月15日初版発行、ISBN 978-4-06-384384-2
  7. 2011年3月17日初版発行、ISBN 978-4-06-384462-7
  8. 2011年8月17日初版発行、ISBN 978-4-06-384538-9
  9. 2011年12月16日初版発行、ISBN 978-4-06-384603-4